# ヴァフタング・バラヴァゼ (政治家)
ヴァフタング・バラヴァゼ（ვახტანგ ბალავაძე、1978年8月23日 – ）は、ジョージアの政治家。2012年8月から10月までエネルギー大臣を務めた。

## 生涯
トビリシにて誕生。ジョージア技術大学を卒業し、建設管理の学士号（1999年）、技術科学の博士号（2006年）を取得。
2002年に政治団体「青年民主主義者連合」に参加。2004年に統一国民運動からジョージア国会議員に当選し、2008年にも再選。2010年から2012年まで地域政策・自治・山岳地域委員会で議長を務めた。
2012年、アレクサンドレ・ヘタグリの後任としてエネルギー大臣に就任。続いてイメレティ州知事（2012年–2013年）、ナザラデヴィ地区長（2013年–2014年）を歴任。